# Trichonta festa
Trichonta festa är en tvåvingeart som beskrevs av Gagne 1981. Trichonta festa ingår i släktet Trichonta och familjen svampmyggor.
Artens utbredningsområde är Washington. Inga underarter finns listade i Catalogue of Life.